# Bernhard Wehrli (Chemiker)

Bernhard Wehrli (2018)

Bernhard Wehrli (* 4. April 1957 in Küttigen) ist ein Schweizer Chemiker.

## Leben
Wehrli studierte Chemie an der ETH Zürich. 1987 promovierte er dort bei Werner Stumm zum Thema «Vanadium in der Hydrosphäre: Oberflächenkomplexe und Oxidationskinetik». Studienaufenthalte führten ihn ans California Institute of Technology und das Centre national de la recherche scientifique an der Universität von Paris.
1991 kehrte er an die ETH zurück und wurde Assistenzprofessor für Aquatische Chemie, wobei seine Forschungsgruppe an der Eawag in Kastanienbaum war. 1997 wurde er zum ordentlichen Professor ernannt. Von 2005 bis 2015 war Wehrli zudem Mitglied der Direktion der Eawag.
Nach eigenen Angaben haben ihn das Sevesounglück und der saure Regen dazu gebraucht, Forscher zu werden.